# Lose Yourself to Dance
«Lose Yourself to Dance» — песня французского электронного дуэта Daft Punk, выпущенная 13 августа 2013 года в качестве второго сингла из их четвёртого студийного альбома Random Access Memories (2013). В записи принимал участие американский певец и музыкант Фаррелл Уильямс, который также исполнил вокал в ещё одном хит-сингле пластинки — «Get Lucky».

## Запись
«Lose Yourself to Dance» представляет собой композицию записанную в виде комбинации стилей фанка и диско в тональности си-минор с темпом 100 ударов в минуту. По словам музыкантов Daft Punk, песня стала результатом их стремления создать танцевальную музыку с живыми ударными (на контрасте с популярными в электронике драм-машинами). Тома́ Бангалтер уточнил, что дуэт хотел переосмыслить танцевальную музыку как «что-то более легкое или более [первобытное]», а главной задачей трека было вызвать чувство единения и взаимосвязи на танцполе.
Вокал для песни исполнил американский музыкант Фаррелл Уильямс. Впоследствии он признавался, что эта композиция навевает у него «чувство, будто я иду по ночной лондонской улице, а на дворе год 1984/1985-й. Я вообще не слышу в ней 1970-х». Он также выразил мнение, что «Lose Yourself to Dance» подошла бы Дэвиду Боуи. Бэк-вокал был спет участниками Daft Punk при помощи вокодеров, стиль которых напомнил Нику Декосемо из Mixmag более ранний хит-сингл дуэта «Harder, Better, Faster, Stronger» (2001).
Помимо Уильямса в записи песни поучаствовали: Найл Роджерс (электрогитара), Нейтан Ист (бас) и Джон Робинсон (ударные). По мнению Ника Декосемо, «тяжёлый бит» композиции напомнил ему произведение американского рок-певца Билли Сквайера «The Big Beat» (1980). В свой очередь Джереми Эбботт (его коллега по журналу Mixmag) выразил мнение, что «увесистые, многослойные хлопки и звучание тарелок сыграли существенную роль в драйвовости композиции».
В 2023 году, в рамках продвижения юбилейного переиздания альбома, была выпущена серия видеороликов Memory Tapes. В посвящённом ему эпизоде Уильямс признался, что не ожидал, что его вокал останется в исполненных им песнях. В этом же эпизоде была показана реакция музыканта во время первого прослушивания финальных вариантов «Get Lucky» и «Lose Yourself to Dance».
Одним из бонус-треков юбилейного переиздания является демоверсия без Найла Роджерса под названием «LYTD (Vocoder Tests)».

## Продвижение
В третьем эпизоде веб-сериала The Collaborators (ставшим одним из элементов промо-кампании пластинки) Найл Роджерс исполнил отрывок из песни «Lose Yourself to Dance» (на тот момент не называя её названия), которую интервьюер назвал не иначе как будущим «хитом летних дискотек». Официальное название композиции было раскрыто лишь через некоторое время в галерее официального аккаунта лейбла Columbia Records в сервисе Vine. 13 августа 2013 года в США была выпущена четырёхминутная версия сингла, которая попала в широкую ротацию местных чартов.
По словам Роджерса, музыкальный клип для «Lose Yourself to Dance» снимался параллельно с видео для «Get Lucky». Трейлер клипа был впервые продемонстрирован на церемонии вручения наград MTV Video Music Awards. Полна версия видео была выпущена на официальном канале Daft Punk в Vevo 16 сентября 2013 года. Клип был снят на 70-миллиметровую плёнку, а его режиссерами выступили Daft Punk, Уоррен Фу, Пол Хан и Седрик Эрвет.

## Список композиций
Promotional CD
1. «Lose Yourself to Dance» (radio edit) — 4:09
2. «Lose Yourself to Dance» (album version) — 5:53

## Участники записи
- Daft Punk — продюсирование, бэк-вокал
- Фаррелл Уильямс — вокал
- Найл Роджерс — электрогитара
- Нейтан Ист — бас
- Джон Робинсон[англ.] — ударные

## Чарты и сертификация
| Чарт (2013–14)                             | Высшая позиция |
| ------------------------------------------ | -------------- |
| Бельгия/Фландрия (Ultratop 50)             | 32             |
| Бельгия/Фландрия (Ultratop Dance)          | 5              |
| Бельгия/Фландрия (Ultratop Urban)          | 7              |
| Бельгия/Валлония (Ultratop 50)             | 38             |
| Бельгия/Валлония (Ultratop Dance)          | 9              |
| Франция (SNEP)                             | 31             |
| Iceland (Tónlist)                          | 30             |
| Италия (FIMI)                              | 17             |
| Ирландия (IRMA)                            | 62             |
| Mexican Airplay (Billboard)                | 22             |
| South Korea (Gaon International Chart)     | 1              |
| Швеция (Sverigetopplistan)                 | 42             |
| Швейцария (Schweizer Hitparade)            | 59             |
| Великобритания (OCC UK Singles)            | 49             |
| США (Billboard Bubbling Under Hot 100)     | 3              |
| США (Billboard Hot Dance/Electronic Songs) | 10             |
| US Dance Club Songs (Billboard)            | 1              |
| US Rhythmic (Billboard)                    | 35             |

| Чарт (2013)                               | Позиция |
| ----------------------------------------- | ------- |
| Belgium (Ultratop Flanders Dance)         | 40      |
| Belgium (Ultratop Flanders Urban)         | 31      |
| Belgium (Ultratop Wallonia Dance)         | 46      |
| France (SNEP)                             | 114     |
| South Korea (Gaon International Chart)    | 54      |
| US Hot Dance/Electronic Songs (Billboard) | 28      |
| US Dance Club Songs (Billboard)           | 16      |

| Регион | Сертификация | Продажи   |
| --- | ------------ | --------- |
| Италия (FIMI) | Золотой      | 15 000    |
| Мексика (AMPROFON) | Золотой      | 30 000*   |
| Великобритания (BPI) | Серебряный   | 200 000   |
| США (RIAA) | Платиновый   | 1 000 000 |
| * Данные о продажах приведены только на основе сертификации. · Данные о продажах + прослушиваниях приведены только на основе сертификации. |              |           |

## История релиза
| Страна | Дата            | Формат           | Лейбл    |
| ------ | --------------- | ---------------- | -------- |
| США    | 13 августа 2013 | Mainstream radio | Columbia |
| США    | 13 августа 2013 | Rhythmic radio   | Columbia |
| Италия | 30 августа 2013 | Mainstream radio | Sony     |